# Lantapan
Lantapan ist eine Großraumgemeinde in der Provinz Bukidnon auf der Insel Mindanao in den Philippinen. Sie hat 61.776 Einwohner (Zensus 1. August 2015), die in 14 Barangays leben. Sie gehört zur ersten Einkommensklasse der Gemeinden auf den Philippinen und wird als partiell urbanisiert beschrieben. 
Ihre Nachbargemeinden sind Sumilao und Baungon im Norden, Malaybalay City im Nordosten und Osten, Valencia City im Süden und Talakag im Westen.
Die Topographie der Gemeinde wird im als gebirgig mit großen canyonartigen Tälern beschrieben, im Nordwesten liegen große Teile der Gemeinde im Mount Kitanglad Range Natural Park. In ihm liegt der zweithöchste Berg der Philippinen, der 2.938 Meter hohe Dulang-dulang. Der Fluss Muelta durchfließt das Gebiet der Gemeinde, es gilt als eines der Rückzugsgebiete des inzwischen seltenen Philippinen-Krokodils.
Um den Dulang-dulang zu besteigen, ist das Einverständnis der Stammesältesten der Talaandig nötig, da der Berg von den Talaandig als heiliger Platz angesehen wird: Das Gebirge des Kitanglad dient ihnen als Begräbnisstätte. Es ist obligatisch ein Ritual zu vollziehen, um die Geister der Ahnen zu besänftigen, bevor der Aufstieg beginnen kann. Der Eingang zum Talaandig Ancestral Territory liegt im Barangay Songco. Das Cinchona Reforestation Project hat eine Größe von 17,25 km² und ist eines der ältesten Wiederaufforstungsprojekte auf den Philippinen, es gilt als eines der Hauptattraktionen für Touristen in der Gemeinde.

## Quellen

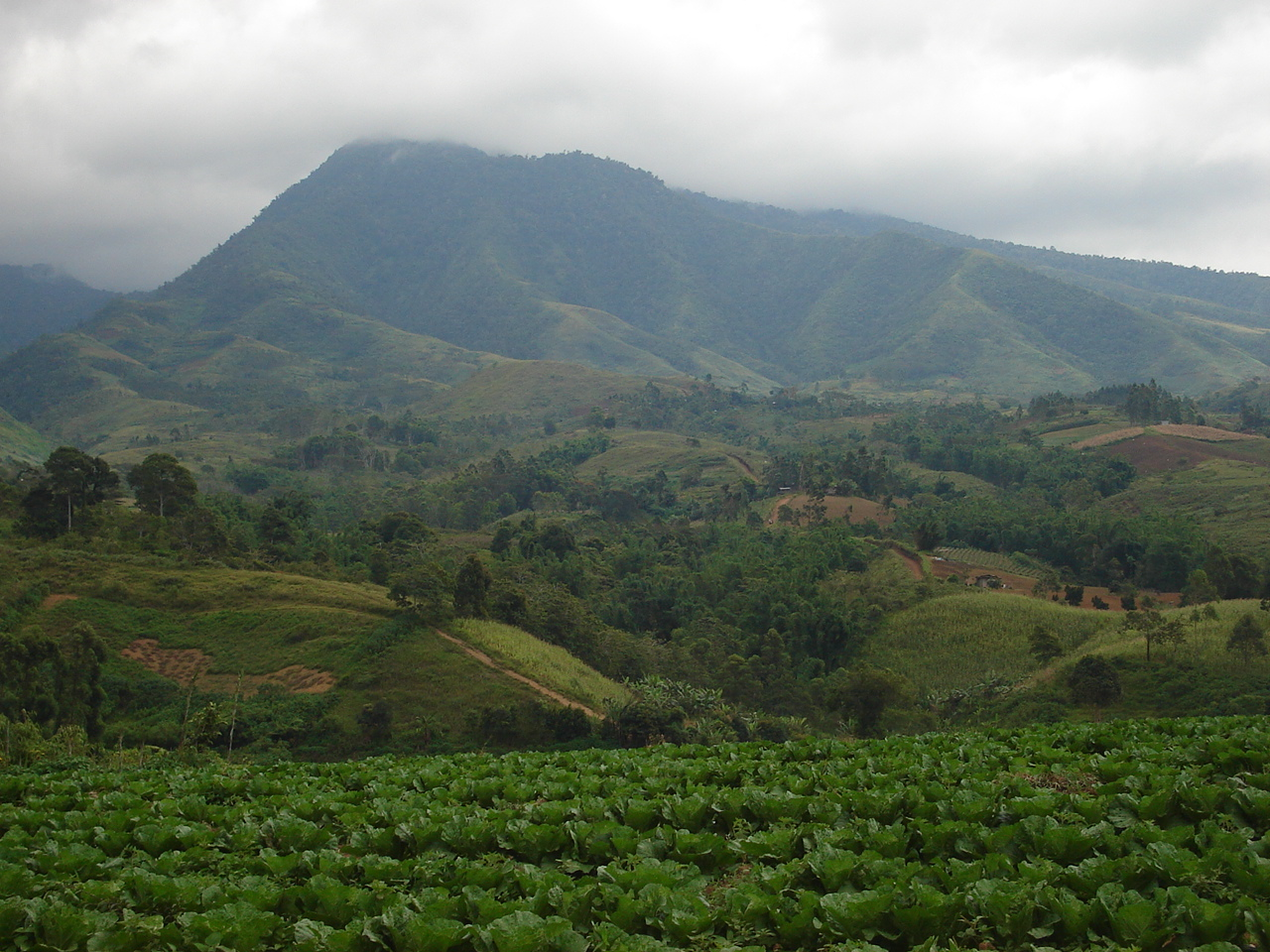
Das Kitanglad Gebirge gesehen vom Barangay Songco

## Barangays
| - Alanib - Baclayon - Balila - Bantuanon | - Basak - Bugcaon - Kaatuan - Capitan Juan | - Cawayan - Kulasihan - Kibangay - Poblacion | - Songco - Victory |